# Neon Nights
Neon Nights è il quarto album di inediti di Dannii Minogue, pubblicato nel 2003 in tutto il mondo. 
Tra i produttori figurano Ian Masterson, Korpi & Blackcell e Terry Ronald.
L'album ha avuto un buon successo in Gran Bretagna, dove ha vinto il disco d'oro per le 130 000 copie vendute e ha raggiunto la posizione numero 8 nella classifica degli album. È stato ben accolto anche dalla critica, che lo ha definito come un ottimo esempio di sintesi tra pop sofisticato e club music.
La versione pubblicata in Italia è denominata Bootleg Edition: le tracce I Begin To Wonder e Don't Wanna Lose This Feeling sono sostituite dai rispettivi mash up, Begin To Spin Me Round e Don't Wanna Lose This Groove.
La prima nasce dall'unione tra I Begin To Wonder e You Spin Me Round (Like a Record) dei Dead Or Alive mentre la seconda dall'unione tra Don't Wanna Lose This Feeling e Into The Groove di Madonna.
In Australia è stato nominato come Best Pop Release agli ARIA Music Awards del 2003.
Il disco è stato ripubblicato nel 2007 in versione Deluxe, con l'aggiunta di un secondo disco contenente remix inediti, b-side ed una canzone mai pubblicata prima, Just Can't Give You Up.

## Tracce
- 1. Put The Needle On It 3:24
- 2. Creep 3:28
- 3. I Begin To Wonder 3:40
- 4. Hey! (So What) 3:32
- 5. For The Record 3:21
- 6. Mighty Fine 3:55
- 7. On The Loop 3:28
- 8. Push 3:21
- 9. Mystified 3:43
- 10. Don't Wanna Lose This Feeling 3:50
- 11. Vibe On 3:40
- 12. A Piece Of Time 3:22
- 13. Who Do You Love Now? (Stringer) - Riva feat. Dannii Minogue 3:26
- 14. It Won't Work Out 4:05
- 15. Come and Get It (Sebastian Krieg Remix) (traccia nascosta) 6:30

## Deluxe Edition (2007)

### Disc One
- 1. Put The Needle On It
- 2. Creep
- 3. I Begin To Wonder
- 4. Hey! (So What)
- 5. For The Record
- 6. Mighty Fine
- 7. On The Loop
- 8. Push
- 9. Mystified
- 10. Don't Wanna Lose This Feeling (Al Stone's Radio Version)
- 11. Vibe On
- 12. A Piece Of Time
- 13. Who Do You Love Now? (Stringer) - Riva feat. Dannii Minogue
- 14. Come and Get It (Radio Version) (inedito)
- 15. Nervous
- 16. Just Can't Give You Up (inedito)
- 17. Hide and Seek (B-Side Mix)
- 18. Est-ce que tu m'aimes encore? (inedito)
- 19. Goodbye Song
- 20. It Won't Work Out (Acoustic Version) (inedito)

### Disc Two
- 1. Don't Wanna Lose This Groove (Extended Version)
- 2. Begin To Spin Me Round (Extended Version)
- 3. Who Do You Love Now? (Riva's Bora Bora Club Mix) (inedito)
- 4. Put The Needle On It (Jason Nevins Freak Club Creation Mix) (inedito)
- 5. Hide and Seek (Thriller Jill Original Extended Mix) (inedito)
- 6. Come and Get It (Jerome Isra-Ae Remix) (inedito)
- 7. Put The Needle On It (Tiga's Cookies Dub)
- 8. Creep (Jon Dixon Club Mix) (inedito)
- 9. I Begin To Wonder (Almighty Transensual Club Mix) (inedito)
- 10. Put The Needle On It (Cicada's Vocal Mix)
- 11. Come and Get It (Sharam Jey Remix) (inedito)
- 12. Don't Wanna Lose This Feeling (Jupiter Ace Speared Thru the Heart Mix) (inedito)

### Classifiche
| Classifica (2003)                          | Massima posizione |
| ------------------------------------------ | ----------------- |
| Australian ARIA Albums Chart               | 25                |
| Dutch Albums Chart                         | 65                |
| French Albums Chart                        | 49                |
| German Albums Chart                        | 68                |
| Japanese Albums Chart                      | 134               |
| UK Albums Chart                            | 8                 |
| U.S. Billboard Top Electronic Albums Chart | 14                |